# 筋野裕子
筋野 裕子（すじの ゆうこ、1980年5月25日 - ）は、RAB青森放送のアナウンサー、アナウンス部長。秋田県雄勝郡雄勝町（現：湯沢市）出身。血液型はO型。夫はミュージシャンの坂本サトル。

## 略歴
2003年に青森放送に入社（同期は伊東幸子）。
2006年7月に青森県内の民放テレビで開始された、地上デジタル放送の初代地上デジタル推進大使「デジタリアン」（ATV・ABAと共同）に青森放送を代表して参加。
2010年にミュージシャンの坂本サトルと結婚。
2018年3月15日、「第39回NNSアナウンス大賞」ラジオ部門大賞を受賞。
2022年、楽天市場が主催する『地元の魅力。聞き上手グランプリ3』に、青森県を代表して参加。翌年1月に結果が発表され、優勝を果たした。

## 人物
- 愛称は「スージー」（名前に由来）。
- カツ丼が大好物であり、各食堂のカツ丼を写真に納めており、その数はブログが出来るほどだという。
- 視力が低いことから、普段はメガネを使用している。番組ではコンタクトを着用し、眼鏡をかけないことが多い。
- 実家は商店（酒屋）を営んでいる。
- 夫の坂本との仲は良好だが、本人らの意向からテレビ番組やラジオ番組では夫婦での共演を控えている。

## 担当番組
〇：出演中

### テレビ
- RABニュースレーダー（サブキャスター（2004年4月 - 2004年9月）、天気予報（2003年 - 2004年3月、2004年10月 - 2007年3月の木・金曜））
- @なまてれ（水曜中継と木・金曜のニュース（ - 2007年3月）、水 - 金曜キャスター（2007年4月 - 2009年3月））
- きんこれ（2009年4月3日 - 2012年3月30日）
- びゅうで旅どき（ナレーション（2011年11月15日 - 2012年12月25日）
- 月曜情報便（2012年4月2日 - 2018年3月19日）
- 東奥日報ニュース（水曜昼担当）〇
- あなたとRAB〇
- 天気予報の自動ナレーション（2011年7月25日 - 〇）
- 大好き、青森県。（不定期）〇
- ZIP!FRIDAY（あおねごナレーション・隔週担当、2018年4月から2021年3月まではキャスター兼務）
- 1550ニュースレーダーWith（金曜MC、2021年4月2日 - 2022年3月25日）
- Jewelry Days　（青森版）〇

### ラジオ
- GO!GO!らじ丸（2014年9月29日 - 〇、月・木曜アシスタント）
- RAB 月曜夜話（不定期）〇
- RABニュースレーダー（不定期）〇
- 伊奈かっぺい・ことわざのわざ（2016年4月2日 - ）〇
- 歌のない歌謡曲（ナビゲーター、2017年4月3日 - 2023年9月29日）
- リデアでモーター・ホビー買取りまSHOW!（今日も!あさぷり木曜日内、2019年7月18日 - ）〇
- U-Style（2004 - 2005年度の各下半期）
- お昼はいただきミュージックランチ（月・火曜、2004年10月 - 2006年9月）
- 今日も!あさぷり（月・火曜、2006年10月 - 2009年3月・水曜、2022年3月30日 - ○）
- あおもりTODAY（木曜）
- 情報新鮮!筋野商店
- 土曜 トモラジ いいね（2012年10月6日 - 2014年9月）
- 今日ってどんな日
- Morning Stretch Radio（2016年3月28日 - 2017年3月31日、ディレクター兼務）
- 海の気象ニュース
- あさうたステップ（2023年10月2日 - ）◯